# Zarysy z Rzymu
Zarysy z Rzymu – korespondencja polityczna Cypriana Kamila Norwida z końca 1848 dla krakowskiego Czasu  na temat listopadowych wydarzeń w Rzymie.

## O utworze
Tekst napisany 28 grudnia 1848 przesłał Norwid Lucjanowi Siemieńskiemu, poznanemu w Brukseli w 1846, a od 1848 redaktorowi świeżo założonego w Krakowie konserwatywnego dziennika Czas. W artykule Norwid nawiązuje do zamordowania 15 listopada powołanego przez papieża Piusa IX przewodniczącego rady ministrów Państwa Kościelnego Pellegrino Rossiego i ucieczki papieża do Gaety 24 listopada. Wydarzenia te doprowadziły w lutym następnego roku do powstania krótkotrwałej Republiki Rzymskiej. Artykuł Norwida ukazał się Czasie w numerach z 9 i 10 stycznia 1849.

## Treść
Na wstępie autor daje zarys Rzymu jako środka starożytnego świata, wyznaczonego praktycznym rozumem, militarną dzielnością i dyscypliną, a podniesionego potem do tej samej roli przez chrześcijaństwo – przez Krzyż, męczeństwo i prawdę. Pomniki starego świata wszystkie się ochrzciły. Jest na Zatybrzu budynek, który był składowiskiem pozostałości z licznych rzymskich pobojowisk, który dzisiaj jest kościołem. Na obelisku Sezostrysa stoi krzyż brązowy, a obok Kapitolu gotycki kościół. Rzemieślnik jakiś, gdy na murze napotka bluszcz, to go omija pędzlem przez uszanowanie. Żeby rzecz jakąś osądzić nie wystarczy spojrzeć na nią po Jowiszowemu z góry. Kto by sądził wedle konstytucji angielskiej, angielskie społeczeństwo bardzo by się pomylił. Chcąc mnie sądzić, nie ze mną trzeba być, lecz we mnie, mówi poeta.
Naczelnej we współczesnym świecie kwestii narodowości nie da się rozwiązać w jeden sposób, są bowiem ludy, które już wyszły z narodowości na szersze pole, a są takie, które z powodu różnic rasowych nie są w stanie osiągnąć zgody narodowej. Rzymu nie stworzyli Rzymianie, lecz to Rzymianie zostali stworzeni przez Rzym z różnych plemion, w starożytności przez wszechmoc, a po Zbawicielu przez wszech-miłość. W obecnym Rzymie, gdzie treść góruje nad kształtem, nie sposób napisać konstytucji, która by obejmowała całość życia. Konstytucja opiera się zresztą na dobrej wierze. Bez niej nic nie zdziała żaden mąż stanu, a rewolucja przerodzi się w rozbój. Niestety każda z epok chrześcijańskich miłuje zawsze szczególnie jedną z cnót teologicznych, pozostałe zaniedbując. Obecna upodobała sobie nadzieję, z wiarą jednak i miłością u niej nietęgo. A bez nich nadzieja zmienia się w zwykłe ludzkie spodziewanie, które nie potrafi uniewinnić ani kroków butnych, ani bezczynności.

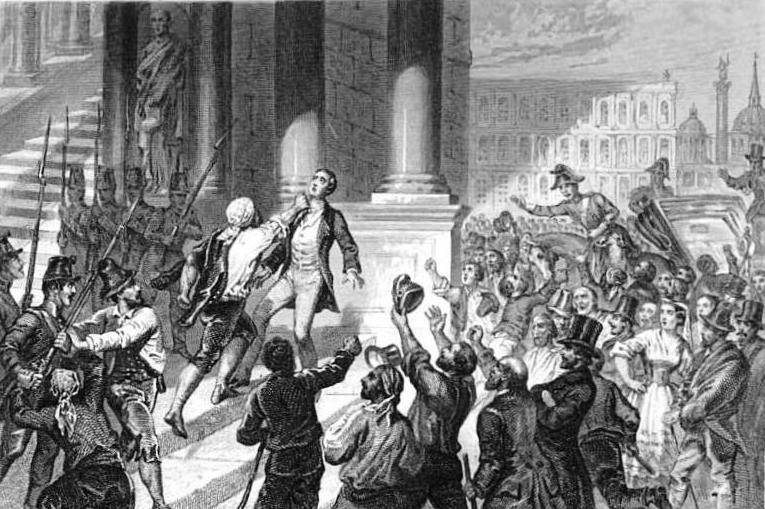
Zabójstwo Rossiego.

Po wyjeździe papieża obywatele nie uniewinnili się jeszcze niczym, ale twierdzą przynajmniej, że zachowany w mieście porządek świadczy o tym, że gwałt był słusznym. Tymczasem rzymski porządek utrzymuje się siłą tradycji, jest on prawie nieporządny, ale jest w stanie wytrzymać napór kilkutysięcznego tłumu. Faktem jest, że gdzie indziej tak słabe środki doprowadziłyby do wyuzdanej samowoli. To jednak za mało by wytrzeć krew ministra Rossiego ze schodów budynku parlamentu. Zasztyletowanie człowieka, który idzie usprawiedliwić się przed sądem jest niesłychaną zbrodnią. Wieczorem śpiewano pod oknami wdowy pieśń o trzecim Brutusie. Nie ma nic smutniejszego niż wywoływanie duchów przeszłości, by ukryć obecną nędzę. Kto szanuje ojców wielkich pamięć, niech będzie dobrym synem. Co do pana Rossi, to przebywając długo na wygnaniu, zatracił zewnętrzny akcent narodowy, który w chwilach drażliwych staje się cnotą obywatelską. O niewdzięczności jakiej doznał Ojciec święty, autor rozwodzić się nie zamierza, bo człowiek wielkiego serca nie może minąć się z Kalwarią. Czas każdy, ponieważ nie jest wiecznością ma swoje idee i swoje głupstwo. Ze sztuk obecnie w Rzymie nowości żadnej nie ma. Na wystawie pokazano tylko obraz Piusa IX wznoszącego podczas Mszy kielich ofiarny i rzeźbę anioła niszczyciela według Apokalipsy. Autor kończy słowami Pliniusza Młodszegoː Daleko lepiej jest nic nie robić, niż nic robić.